# 圣皮埃尔达尔比尼
圣皮埃尔达尔比尼（法語：Saint-Pierre-d'Albigny，法語發音：[sɛ̃ pjɛʁ dalbiɲi]）是法国萨瓦省的一个市镇，属于尚贝里区。

## 地理
圣皮埃尔达尔比尼（45°34'11"N, 6°9'19"E）面积18.46 平方千米，位于法国奥弗涅-罗讷-阿尔卑斯大区萨瓦省，该省份为法国东部省份，历史上为薩伏依的一部分，北起上萨瓦省，西接伊泽尔省和安省，南部和东部与上阿尔卑斯省和意大利接壤。
与圣皮埃尔达尔比尼接壤的市镇（或旧市镇、城区）包括：沙穆塞、沙托讷夫、埃科勒、圣雷娜。

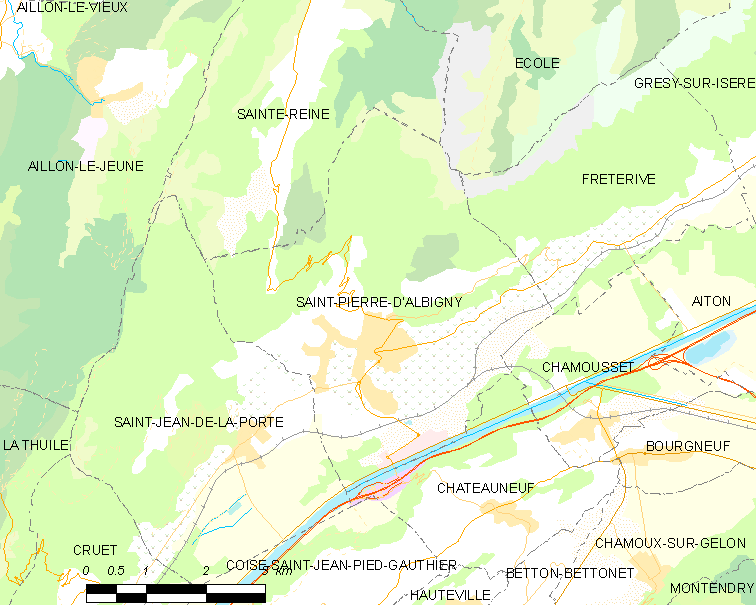
圣皮埃尔达尔比尼的OSM定位图

圣皮埃尔达尔比尼的时区为UTC+01:00、UTC+02:00（夏令时）。

## 行政
圣皮埃尔达尔比尼的邮政编码为73250，INSEE市镇编码为73270。

## 政治
圣皮埃尔达尔比尼所属的省级选区为圣皮埃尔达尔比尼县。

## 人口

1962-2008年间圣皮埃尔达尔比尼人口变化图示

圣皮埃尔达尔比尼于2022年1月1日时的人口数量为4175人。